# Die leeren Versprechungen
Die leeren Versprechungen sind eine deutschsprachige Punkrockband.

## Diskografie
- 1988: Wir lassen uns das Singen nicht verbieten (Album, Rebel Rec.)
- 1989: Der schönste Platz ist immer an der Theke (Single, Rebel Rec.)
- 1989: Sauflieder und andere Märchen (EP, Rebel Rec.)
- 1990: Bella Italia (EP, Rebel Rec.)
- 1990: Tanz der Adepten (Album, Rebel Rec.)
- 1991: Der erschütternde Wahrheitsreport (Album, Rebel Rec.)